# فهرست ورزشگاه‌های فوتبال در آلمان
فهرست ورزشگاه‌های آلمان
| #  | تصویر                | ورزشگاه                 | ظرفیت  | شهر          | ایالت             | تیم خانگی                          | بازگشایی |
| -- | -------------------- | ----------------------- | ------ | ------------ | ----------------- | ---------------------------------- | -------- |
| ۱  | سیگنال ایدونا پارک   | سیگنال ایدونا پارک      | ۸۱٬۳۵۹ | دورتموند     | نوردراین-وستفالن  | بوروسیا دورتموند                   | ۱۹۷۴     |
| ۲  | آلیانز آرنا          | آلیانز آرنا             | ۷۵٬۰۲۴ | مونیخ        | بایرن             | بایرن مونیخ مونیخ ۱۸۶۰             | ۲۰۰۵     |
| ۳  | ورزشگاه المپیک برلین | استادیوم المپیک (برلین) | ۷۴٬۶۴۹ | برلین        | برلین             | هرتابرلین                          | ۱۹۳۶     |
| ۴  | ورزشگاه المپیک مونیخ | ورزشگاه المپیک مونیخ    | ۶۹٬۲۶۷ | مونیخ        | بایرن             | دو و میدانی                        | ۱۹۷۲     |
| ۵  | فلتینس آرنا          | فلتینس آرنا             | ۶۲٬۲۷۱ | گلزن‌کیرشن    | نوردراین-وستفالن  | شالکه ۰۴                           | ۲۰۰۱     |
| ۶  | مرسدس بنز آرنا       | ورزشگاه مرسدس بنز آرنا  | ۶۰٬۴۴۲ | اشتوتگارت    | بادن-وورتمبرگ     | اشتوتگارت                          | ۱۹۳۳     |
| ۷  | ایمتخ آرنا           | ایمتخ آرنا              | ۵۷٬۰۰۰ | هامبورگ      | هامبورگ           | هامبورگ                            | ۱۹۵۳     |
| ۸  | اسپریت آرنا          | ورزشگاه اسپریت آرنا     | ۵۴٬۶۰۰ | دوسلدورف     | نوردراین-وستفالن  | فورتونا دوسلدورف                   | ۲۰۰۵     |
| ۹  | بورسیا پارک          | ورزشگاه بروسیا پارک     | ۵۴٬۰۶۷ | مونشن‌گلادباخ | نوردراین-وستفالن  | باشگاه فوتبال بروسیا مونشن گلادباخ | ۲۰۰۴     |
| ۱۰ | کومرزبانک آرنا       | ورزشگاه کومرتسبانک آرنا | ۵۱٬۵۰۰ | فرانکفورت    | هسن               | اینتراخت فرانکفورت                 | ۱۹۲۵     |
| ۱۱ | ورزشگاه راین انرژی   | استادیوم راین انرژی     | ۵۰٬۳۷۴ | کلن          | نوردراین-وستفالن  | کلن                                | ۲۰۰۴     |
| ۱۲ | ورزشگاه گروندیگ      | ورزشگاه گروندیگ         | ۵۰٬۰۰۰ | نورنبرگ      | بایرن             | نورنبرگ                            | ۱۹۲۳     |
| ۱۳ | ورزشگاه فریتز والتر  | استادیوم فریتز والتر    | ۴۹٬۷۸۰ | کایزرسلاوترن | راینلاند فالتس    | کایزرسلاوترن                       | ۱۹۲۰     |
| ۱۴ | اچ.دی. آی آرنا       | اچ.دی.آی. آرنا          | ۴۹٬۰۰۰ | هانوفر       | نیدرزاکسن         | هانوفر ۹۶                          | ۱۹۵۴     |
| ۱۵ | ردبول آرنا           | ورزشگاه ردبول آرنا      | ۴۴٬۳۴۵ | لایپزیگ      | زاکسن             | باشگاه فوتبال آر.بی. لایپزیگ       | ۲۰۰۴     |
| ۱۶ | وزراشتادیون          | ورزشگاه وزراشتادیون     | ۴۲٬۳۵۸ | برمن         | برمن (ایالت)      | باشگاه فوتبال وردر برمن            | ۱۹۰۹     |
| ۱۷ | ورزشگاه لودویگ پارک  | ورزشگاه لودویگ پارک     | ۳۵٬۳۰۳ | زاربروکن     | زارلاند           | باشگاه فوتبال زاربروکن             | ۱۹۵۳     |
| ۱۸ | ورزشگاه گروتنبورگ    | ورزشگاه گروتنبورگ       | ۳۴٬۵۰۰ | کرفلد        | نوردراین-وستفالن  | باشگاه فوتبال کا.اف.سی. اوردینگن   | ۱۹۲۷     |
| ۱۹ | کوفاکه آرنا          | ورزشگاه کوفاکه آرنا     | ۳۴٬۰۳۴ | ماینتس       | راینلاند فالتس    | ماینتس ۰۵                          | ۲۰۱۱     |
| ۲۰ | ورزشگاه جدید تیوولی  | ورزشگاه جدید تیوولی     | ۳۲٬۹۶۰ | آخن          | نوردراین-وستفالن  | آلمانیا آخن                        | ۲۰۰۹     |
| ۲۱ |                      | ورزشگاه رادولف هاربیگ   | ۳۲٬۰۶۶ | درسدن        | زاکسن             | دینامو درسدن                       | ۱۹۲۳     |
| ۲۲ |                      | ورزشگاه ام‌اس‌وی آرنا     | ۳۱٬۵۰۰ | دویسبورگ     | نوردراین-وستفالن  | باشگاه فوتبال ام‌اس‌وی دویسبورگ      | ۲۰۰۴     |
| ۲۳ |                      | ورزشگاه روهراشتادیون    | ۳۱٬۳۲۸ | بوخوم        | نوردراین-وستفالن  | بوخوم                              | ۱۹۱۹     |
| ۲۴ |                      | ورزشگاه بای‌آرنا         | ۳۰٬۲۱۰ | لورکوزن      | نوردراین-وستفالن  | بایر ۰۴ لورکوزن                    | ۱۹۵۸     |
| ۲۵ |                      | ورزشگاه راین نکر آرنا   | ۳۰٬۱۶۴ | زینسهایم     | بادن-وورتمبرگ     | باشگاه فوتبال هافنهایم             | ۲۰۰۹     |
| ۲۶ |                      | ورزشگاه فولکس‌واگن آرنا  | ۳۰٬۱۲۲ | ولفسبورگ     | نیدرزاکسن         | وولفسبورگ                          | ۲۰۰۲     |
| ۲۷ |                      | ورزشگاه ایمپولس آرنا    | ۳۰٬۱۱۹ | اگزبورگ      | بایرن             | باشگاه فوتبال اگزبورگ              | ۲۰۰۹     |
| ۲۸ |                      | ورزشگاه ویلد پارک       | ۲۹٬۶۹۹ | کارلسروهه    | بادن-وورتمبرگ     | کارلسروهه                          | ۱۹۲۳     |
| ۲۹ |                      | ورزشگاه دی‌کی‌بی آرنا     | ۲۹٬۰۰۰ | روستوک       | مکلنبورگ-فورپومرن | باشگاه فوتبال هانزاروستوک          | ۱۹۵۴     |
| ۳۰ |                      | ورزشگاه بیلفلدر         | ۲۷٬۳۰۰ | بیلفلد       | نوردراین-وستفالن  | آرمینیا بیله‌فلد                    | ۱۹۲۶     |
| ۳۱ |                      | ورزشگاه‌ام‌دی‌سی‌سی آرنا    | ۲۷٬۲۵۰ | ماگدبورگ     | زاکسن-آنهالت      | باشگاه فوتبال ماگدبورگ             | ۲۰۰۶     |
| ۳۲ |                      | ورزشگاه کارل بنز        | ۲۷٬۰۰۰ | مانهایم      | بادن-وورتمبرگ     | باشگاه فوتبال والدهاف مانهایم      | ۱۹۹۴     |
| ۳۳ |                      | Dreisamstadion          | ۲۵٬۰۰۰ | فرایبورگ     | بادن-وورتمبرگ     | فرایبورگ                           | ۱۹۵۳     |
| ۳۴ |                      | ورزشگاه روته ارده       | ۲۵٬۰۰۰ | دورتموند     | نوردراین-وستفالن  | باشگاه فوتبال بورسیا دورتموند      | ۱۹۲۶     |